# Fokker S.I

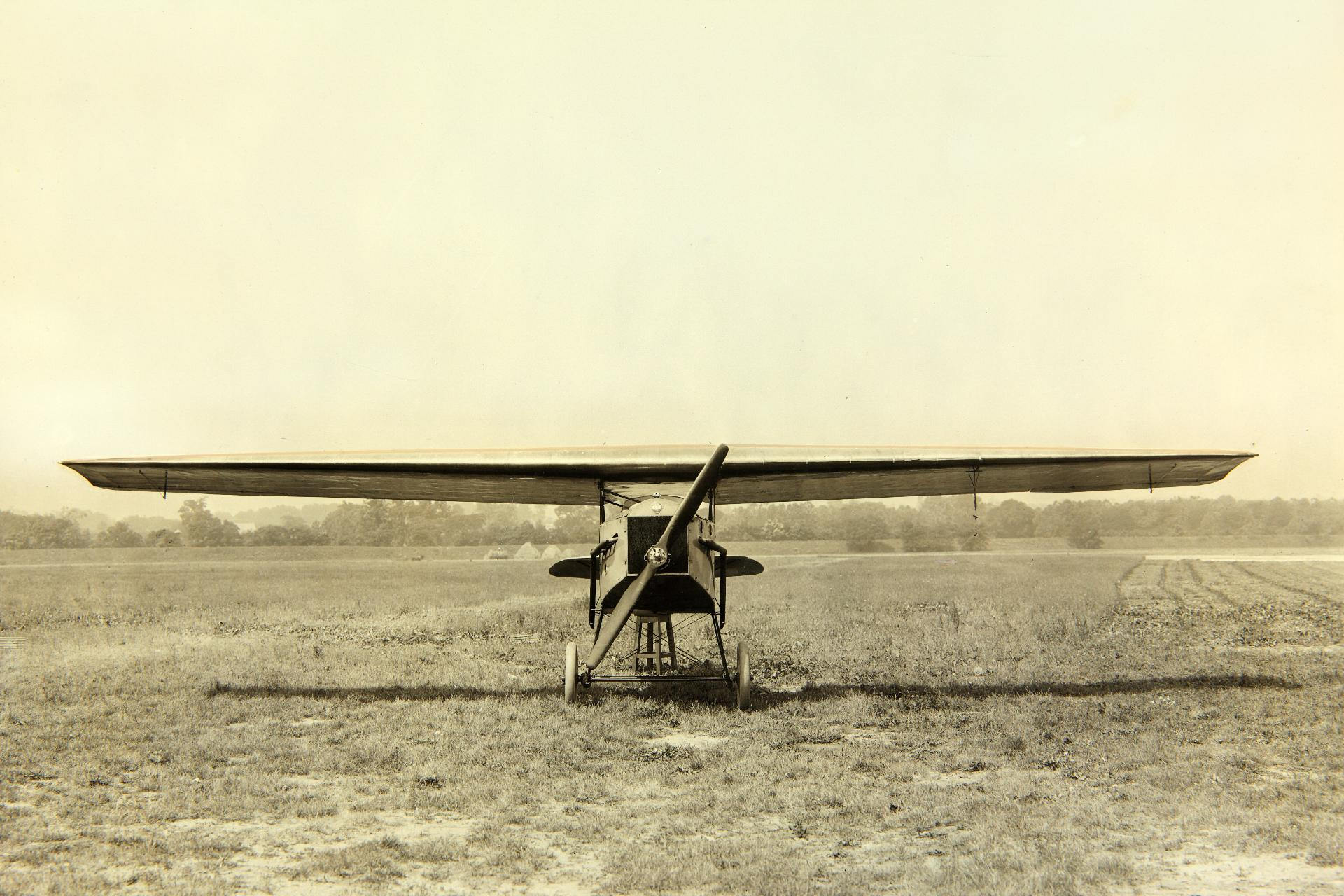
Fokker S.I

De Fokker S-I was een lesvliegtuig dat door Fokker in 1918 werd ontwikkeld en gebouwd.
Tegen het einde van 1918 werd door ontwerper Platz in Duitsland een lesvliegtuig ontworpen. Hierin zaten de leerling en instructeur naast elkaar. In de lente van 1919 vloog het toestel voor de eerste keer als V.43. In 1920 werd de V.43 naar Schiphol overgevlogen, waar het toestel later verongelukte. Het toestel werd later herbouwd als S-I (Schoolvliegtuig-I). Tijdens het bezoek van de Amerikaanse generaal Mitchell werd de S-I aan hem verkocht en in 1922 kreeg deze de aanduiding T.W.4. Het toestel werd in Amerika getest maar men was niet tevreden en plaatste ook geen order. Er werden wel twee toestellen aan de Sovjet-Unie verkocht.

## Specificaties
- Rol: Lesvliegtuig
- Bemanning: 2 (side by side)
- Lengte: 8,91 m
- Spanwijdte: 12,71 m
- Maximum gewicht: 893 kg
- Motor: 1 × Le Rhône 60 kW (80 pk)
- Propeller: Tweeblads
- Eerste vlucht: 1919
- Aantal gebouwd: 3

Prestaties
- Maximumsnelheid: 138 km/u